# 神谷絵梨奈
神谷 絵梨奈（かみや えりな、1990年11月24日 - ）は、沖縄県島尻郡東風平町（現：八重瀬町）出身の元女性ソフトテニス選手。
2016年アジア選手権大会日本代表。ヨネックス株式会社所属。

## 略歴
沖縄県出身。東風平中学校、糸満高等学校を経て、東京女子体育大学へ進学。卒業後、ジムキ文明堂、ヨネックス株式会社へ所属。
2018年2月4日、同日の全日本インドア選手権後に現役引退。引退後は、東風平中学校で教員として勤務。

## 成績

### 日本代表
2016年アジア選手権
- ダブルス 銀メダル（森田奈緒 ペア）
- ミックスダブルス ベスト16（桂拓也 ペア）
- 国別対抗 銀メダル

### 個人・団体
- インカレ ダブルス優勝：2010年
- インカレ 団体優勝：2011年
- 日本リーグ優勝：2016年、2017年